# Nuevas Ideas
Nuevas Ideas (em português: Novas Ideias) é um partido político populista de direita de El Salvador centrado na imagem e posições políticas do presidente salvadorenho Nayib Bukele.

## História

### Fundação
Em 10 de outubro de 2017, Nayib Bukele, então prefeito de San Salvador, foi expulso da Frente Farabundo Martí de Libertação Nacional (FMLN) por seu tribunal de ética depois de ter sido acusado de violar os princípios do partido e de atacar verbalmente o oficial do partido Xóchitl Marchelli. Cinco dias depois de ter sido expulso da sigla, Bukele expressou a sua intenção de concorrer à presidência nas eleições presidenciais de 2019 como membro de um novo movimento político. Em 25 de outubro de 2017, Bukele anunciou a criação de um novo partido político, o Novas Ideias, em redes sociais como Facebook e YouTube. Bukele afirmou que o partido procuraria remover partidos políticos estabelecidos, particularmente o FMLN e a Aliança Republicana Nacionalista (ARENA), do poder.
Bukele afirmou que o sistema político tentaria dificultar a sua candidatura presidencial. Fernando Argíello Téllez, magistrado do Tribunal Supremo Eleitoral de El Salvador (TSE), acreditou que seria viável que o partido fosse inscrito a tempo das eleições presidenciais de 2019. Apesar disso, o TSE questionou à Câmara Constitucional do Supremo Tribunal de Justiça se a expulsão de Bukele da FMLN, em vez de renunciar ou mudar legalmente de filiação política, o tornaria um desertor e o desqualificaria para concorrer a cargos públicos.
Por exigência legal, o Novas Ideias teve que coletar 50 mil assinaturas para ser legalmente registrado como partido político pelo TSE. Em 8 de maio de 2018, o Novas Ideias havia coletado 200 mil assinaturas e entregou 2 mil livros de assinaturas ao TSE. O TSE aceitou 176.076 assinaturas como válidas no final de junho de 2018, mas o partido só foi registrado legalmente em 21 de agosto de 2018. Como Bukele acreditava que o partido não seria registrado a tempo para as eleições presidenciais, ele decidiu concorrer à presidência como membro do Mudança Democrática (em castelhano: Cambio Democrático, CD), mas o TSE desqualificou o partido por não ter obtido mais de 50 mil votos nas eleições legislativas e municipais de 2015. Bukele então tentou concorrer à presidência como membro da Grande Aliança pela Unidade Nacional (em castelhano: Gran Alianza por la Unidad Nacional, GANA), ganhando a indicação presidencial do partido em 29 de julho de 2018.
Embora Bukele tenha concorrido oficialmente à presidência como membro da GANA, ele continuou a usar a marca Novas Ideias ao longo de sua campanha. As pesquisas de opinião deram a Bukele uma vantagem consistente contra os candidatos presidenciais da ARENA e da FMLN, com várias delas dando-lhe mais de 50% de apoio. Bukele acabou vencendo as eleições de 2019 com 53,10% dos votos, dispensando a necessidade de um segundo turno (segunda volta). Ele foi empossado em 1.º de junho de 2019, tornando-se o primeiro presidente desde que José Napoleón Duarte, do Partido Democrata-Cristão (PDC), a não ser membro da ARENA ou da FMLN.

### Eleições de 2021
Embora Bukele fosse o presidente do país, ele não controlava a Assembleia Legislativa. A legislatura ainda era controlada pela oposição política, enquanto a GANA detinha 11 assentos e o Novas Ideias detinha zero assentos. Na tentativa de garantir um empréstimo de 109 milhões de dólares do Banco Centro-Americano de Integração Econômica (BCIE) para as suas políticas de segurança, Bukele convocou uma sessão legislativa extraordinária e enviou 40 soldados para a Assembleia Legislativa, no que foi descrito pela oposição como um "tentativa de golpe".
Em 19 de julho de 2020, o Novas Ideais realizou as eleições primárias para determinar os candidatos do partido para as eleições legislativas de 2021, as primeiras eleições em que o partido participou. Os candidatos à Assembleia Legislativa, aos 262 municípios do país e ao Parlamento Centro-Americano (PARLACEN) foram eleitos por votação eletrônica. Durante as primárias, foram emitidas 150 denúncias de fraude alegando que alguns candidatos haviam adquirido fichas para registrar mais de um voto. Douglas Rodríguez, secretário da Comissão Nacional Eleitoral (CNE) do partido, confirmou que alguns candidatos compraram fichas e as validaram. A CNE confirmou que iria procurar a identidade dos candidatos envolvidos na compra de fichas e entregaria os casos com provas suficientes à comissão de ética do partido.
Ao longo da campanha eleitoral de 2021, várias pesquisas de opinião deram ao Novas Ideias uma vantagem significativa sobre os outros partidos políticos, com algumas pesquisas dando ao partido bem mais de 60% de apoio. O Novas Ideias formou uma coalizão eleitoral com GANA durante as eleições de 2021 e ambos os partidos obtiveram dois terços de todos os votos expressos nas eleições. No total, o Novas Ideias conquistou 56 assentos na Assembleia Legislativa, 152 municípios e 14 assentos no PARLACEN.
Tendo uma alta popularidade entre os cidadãos, o presidente Nayib Bukele foi considerado por 96% dos entrevistados de uma pesquisa como um bom ou muito bom governante. O Novas Ideias ganhou 56 dos assentos de um parlamento com uma bancada de 84, maioria a qual permite o presidente a passar legislação e novas políticas.

### XIII Legislatura
A 13.ª sessão da Assembleia Legislativa começou a 1 de maio de 2021. O Novas Ideias, já detendo a maioria na legislatura, formou um governo com o GANA, o PDC e o Partido da Conciliação Nacional (PCN). O governo detinha 64 assentos na Assembleia Legislativa, o que alguns descreveram como uma maioria absoluta. Ernesto Castro foi eleito pelo Novas Ideias e seus aliados como presidente da Assembleia Legislativa, com a abstenção dos restantes 20 deputados.
No mesmo dia em que teve início a 13.ª sessão legislativa, o governo liderado pelo Novas Ideias votou pela destituição de cinco membros da Câmara Constitucional do Supremo Tribunal de Justiça, com base no fato de os juízes terem anteriormente emitido decisões "arbitrárias". A Assembleia Legislativa votou então pela destituição do procurador-geral Raúl Melara. Os juízes e o procurador-geral foram substituídos por apoiadores de Bukele no dia seguinte. O evento foi descrito pelos políticos da oposição como um golpe, um autogolpe e uma tomada de poder.
Em junho de 2021, a Assembleia Legislativa aprovou uma lei para dar curso legal ao bitcoin; a lei entrou em vigor em 7 de setembro de 2021. Em outubro de 2021, Bukele e o Novas Ideias acusaram dois de seus deputados na Assembleia Legislativa de negociar com a embaixada dos EUA em San Salvador para fraturar o Novas Ideais e se opor à agenda política de Bukele. A embaixada e ambos os deputados negaram as acusações, mas ambos os deputados foram expulsos do partido mesmo assim. Em 27 de março de 2022, após um aumento significativo nos homicídios nos três dias anteriores, a Assembleia Legislativa votou pela declaração do estado de exceção por 30 dias. O estado de exceção, que levou a uma repressão de gangues em grande escala, foi prorrogado desde então 17 vezes e resultou em 68.579 prisões e até 152 mortes sob custódia em 16 de maio de 2023. Em outubro de 2022, a Assembleia Legislativa liderada pelo Novas Ideias aprovou a Lei Especial para o Exercício do Sufrágio no Exterior que permitiu aos salvadorenhos residentes fora do país votar nas eleições de 2024 para a presidência e para a Assembleia Legislativa.
Em dezembro de 2022, Bukele publicou no Twitter que acreditava que os 262 municípios do país deveriam ser reduzidos para 50. Em fevereiro de 2023, Castro não só confirmou que o Novas Ideias estava investigando formalmente a consolidação municipal, mas também que estava pensando em reduzir os assentos na Assembleia Legislativa de 84 para 64. Em 7 de junho de 2023, a Assembleia Legislativa liderada pelo Novas Ideais aprovou uma proposta apresentada por Bukele para reduzir o número de assentos na Assembleia Legislativa de 84 para 60. Figuras da oposição alegaram que a redução era uma tentativa de consolidar o poder do Novas Ideais na legislatura e diminuir a participação política de partidos menores. Em 13 de junho de 2023, a Assembleia Legislativa aprovou uma proposta apresentada por Bukele para reduzir o número de municípios de 262 para 44. Os deputados do Novas Ideias argumentaram que as reduções iriam "gerar uma distribuição mais equitativa da riqueza", melhorar a qualidade de vida dos pessoas em cada município e economizar ao governo 250 milhões de dólares por ano. Entretanto, figuras da oposição descreveram as reduções como uma tomada de poder, uma concentração de poder e uma tentativa do partido de obter uma vantagem eleitoral.
Em 31 de julho de 2023, o deputado do Novas Ideias, Erick García, renunciou à Assembleia Legislativa após alegações feitas contra ele por Alejandro Muyshondt, conselheiro presidencial de segurança nacional, de que ele estava envolvido em operações de tráfico de drogas ligadas ao MS-13. Muyshondt apresentou imagens de funcionários de García supostamente fazendo cartazes de gangue e supostas capturas de tela das conversas de mensagens instantâneas de García, que incluem imagens de maconha embalada. García negou ter qualquer ligação com gangues e, no mesmo dia, o Novas Ideias abriu uma investigação sobre as denúncias feitas por Muyshondt. Em 9 de agosto de 2023, García foi expulso do Novas Ideias, e o partido abriu uma investigação sobre sua substituição na Assembleia Legislativa, Nidia Turcios. No dia 16 de agosto de 2023, García foi oficialmente expulso da Assembleia Legislativa e, no dia seguinte, ele e Turcios foram presos pela Polícia Nacional Civil. Turcios também foi expulso da sigla.

## Ideologia
O Novas Ideias rejeita rótulos de esquerda e de direita, com Bukele retratando o partido como uma "terceira via". O partido é mais descrito como "bukelista" do que adepto de ideologias tradicionais. Contudo, é possível observar uma maior afinidade da legenda com a direita pela mesma ter uma postura socialmente conservadora e economicamente liberal, além de aderir a um populismo marcado por uma forte presença online (com propaganda a favor do governo e contra a oposição nas redes sociais) e voltado a um ostensivo combate ao crime organizado, ao clientelismo e à corrupção. O partido também é favorável ao centro-americanismo.

## Resultados eleitorais

### Eleições presidenciais
| Data | Candidato    | 1.º turno | 1.º turno | 2.º turno | 2.º turno | Resultado | Ref.   |
| Data | Candidato    | Votos     | %         | Votos     | %         | Resultado | Ref.   |
| ---- | ------------ | --------- | --------- | --------- | --------- | --------- | ------ |
| 2019 | Nayib Bukele | 1.434.856 | 53,1%     | —         | —         | Eleito    | [ 67 ] |
| 2024 | Nayib Bukele | 2.701.725 | 84,65%    | —         | —         | Eleito    | [ 68 ] |

### Eleições legislativas
| Data | Votos          | %              | Cl.            | Assentos       | +/-            | Status                    | Ref.   |
| ---- | -------------- | -------------- | -------------- | -------------- | -------------- | ------------------------- | ------ |
| 2018 | Não registrado | Não registrado | Não registrado | Não registrado | Não registrado | Oposição extraparlamentar | [ 69 ] |
| 2021 | 1.655.219      | 66,3%          | 1.º            | 56 / 84        | Novo           | Governo                   | [ 70 ] |

### Eleições municipais
| Data | Votos          | %              | Cl.            | Municípios     | +/-            | Ref.   |
| ---- | -------------- | -------------- | -------------- | -------------- | -------------- | ------ |
| 2018 | Não registrado | Não registrado | Não registrado | Não registrado | Não registrado | [ 69 ] |
| 2021 | 1.342.968      | 50,8%          | 1.º            | 152 / 262      | Novo           | [ 71 ] |

### Eleições para o PARLACEN
| Data | Votos          | %              | Cl.            | Assentos       | +/-            | Ref.   |
| ---- | -------------- | -------------- | -------------- | -------------- | -------------- | ------ |
| 2018 | Não registrado | Não registrado | Não registrado | Não registrado | Não registrado | [ 69 ] |
| 2021 | 1.693.551      | 68,1%          | 1.º            | 14 / 20        | Novo           | [ 72 ] |